# 대한민국 상법 제50조
대한민국 상법 제50조는 대리권의 존속에 대한 상법 상행위의 조문이다.

## 조문
제50조 (대리권의 존속) 상인이 그 영업에 관하여 수여한 대리권은 본인의 사망으로 인하여 소멸하지 아니한다.

## 같이 보기
- 대리